# Yannick Brugger
Yannick Brugger (* 17. Januar 2001 in Schwabmünchen) ist ein deutscher Fußballspieler.

## Karriere
Brugger begann seine Karriere beim TSV 1860 München. Zur Saison 2016/17 wechselte er in die Jugend des Stadtrivalen FC Bayern München. Zur Saison 2018/19 schloss er sich den A-Junioren von Eintracht Frankfurt an. Nach zwei Jahren in der U-19 rückte er zur Saison 2020/21 in den Profikader der Eintracht. In der Saison 2020/21 stand er einmal im Spieltagskader, zum Einsatz kam er allerdings nie. Nach seinem Vertragsende verließ er die Frankfurter nach der Saison 2020/21.
Daraufhin wechselte der Innenverteidiger zur Saison 2021/22 zum österreichischen Bundesligisten FC Admira Wacker Mödling. Sein Debüt in der Bundesliga gab er im August 2021, als er am fünften Spieltag jener Saison gegen den Wolfsberger AC in der Halbzeitpause für Wilhelm Vorsager eingewechselt wurde. Bis Saisonende kam er zu zwölf Bundesligaeinsätzen für die Admira. Mit den Niederösterreichern stieg er am Ende der Saison 2021/22 allerdings aus der höchsten Spielklasse ab, woraufhin er den Verein nach einem Jahr wieder verließ.
Nach eineinhalb Jahren ohne Verein kehrte Brugger im Februar 2024 nach Deutschland zurück und wechselte zum Regionalligisten TSG Balingen.